# Daneliya Tuleshova
Daneliya Tuleshova (en kazakh : Данэлия Тулешова, en russe : Данэлия Тулешова), née le 18 juillet 2006, est une chanteuse kazakhe. 
La vidéo de son audition à l'aveugle lors de l'édition 2017 de la version ukrainienne de The Voice Kids dépasse les 80 millions de vues sur YouTube. Elle gagne cette compétition après avoir intégré l'équipe de Monatik.

## Biographie

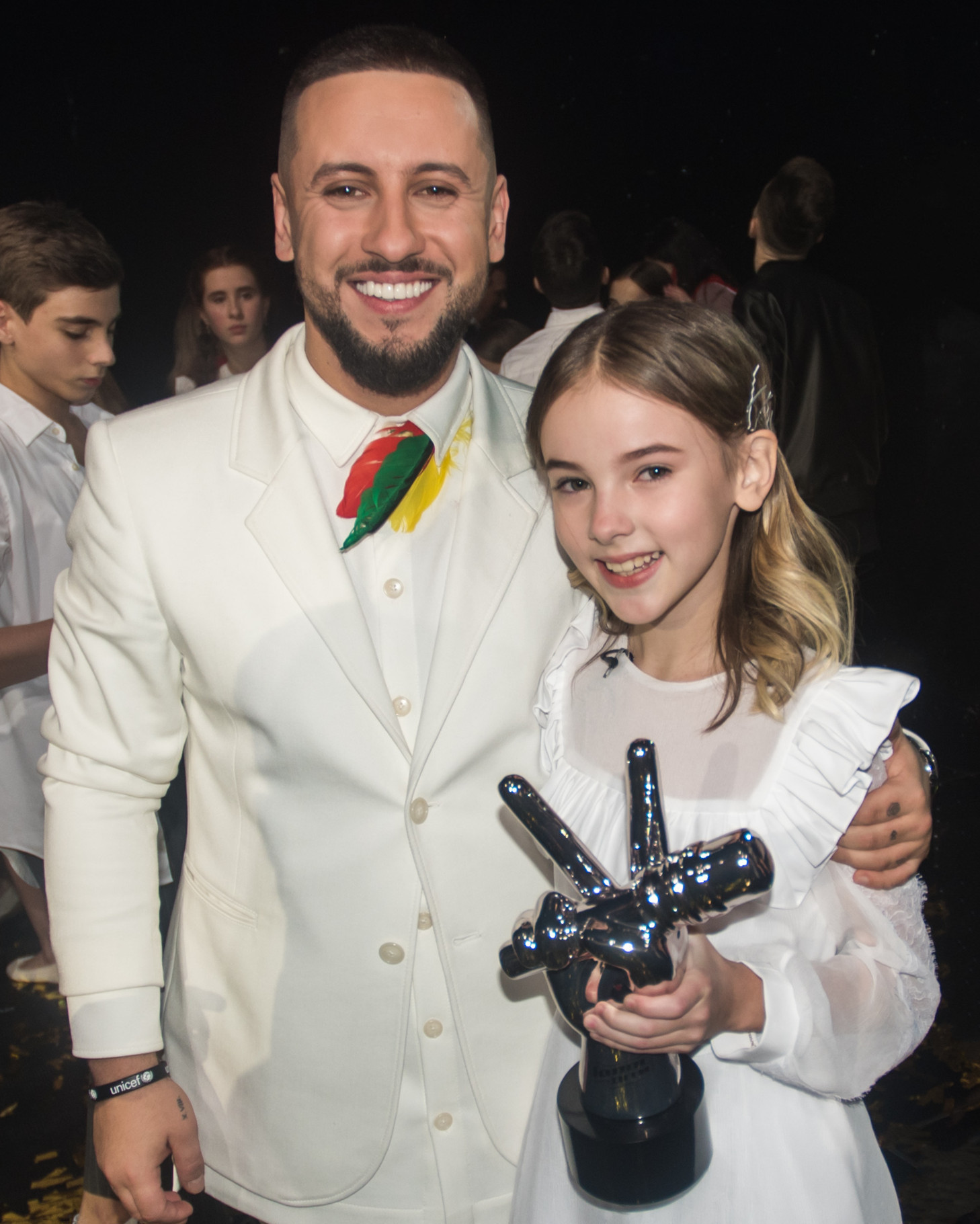
Ici avec Monatik en 2017.

Le 10 mars 2018, elle reçoit au Kremlin à Moscou en tant qu'espoir de la chanson un prix des mains de la chanteuse Zaz et chante à l'occasion en duo avec Zaz sur sa chanson Je veux.
Le 25 novembre 2018, lors de la première participation du Kazakhstan au Concours Eurovision de la chanson junior, elle représente ce pays et se classe à la 6e place, avec la 8e place du vote du jury et la 3e place du vote internet.
Le 9 octobre 2019, elle devient pour deux ans représentante officielle de la Fédération nationale kazakhe des clubs de l'UNESCO,,.
Le 2 novembre 2019, elle est nommée Ambassadrice du Tourisme du Kazakhstan en même temps que le boxeur Sadriddin Akhmedov et le créateur du site Indy Guide Atahan Tosun, le chanteur Dimash Qudaibergen ayant été le premier l'année précédente à recevoir cette distinction,.
En 2020, elle se classe parmi les dix finalistes du télé-crochet America's Got Talent[réf. nécessaire].